# Городище (Никольниковский сельсовет)
Городище — хутор в Рыльском районе Курской области. Входит в состав Никольниковского сельсовета.

## География
Хутор находится надалеко от реки Амонька (в бассейне Сейма), в 113 км западнее Курска, в 15 км к северо-западу от районного центра — города Рыльск, в 1 км от центра сельсовета  — Макеево.
Климат
Городище, как и весь район, расположено в поясе умеренно континентального климата с тёплым летом и относительно тёплой зимой (Dfb в классификации Кёппена).

## Население
| 2002 | 2010 |
| ---- | ---- |
| 9    | ↘2   |

## Инфраструктура
Личное подсобное хозяйство.

## Транспорт
Городище находится в 8 км от автодороги регионального значения 38К-017 (Курск — Льгов — Рыльск — граница с Украиной), в 9 км от автодороги 38К-040 (Хомутовка — Рыльск — Глушково — Тёткино — граница с Украиной), в 1,5 км от автодороги межмуниципального значения 38Н-345 (38К-017 — Большегнеушево с подъездом к с. Макеево), в 16 км от ближайшей ж/д станции Рыльск (линия 358 км — Рыльск).
В 182 км от аэропорта имени В. Г. Шухова (недалеко от Белгорода).